# فرومبيرغورن
فرومبيرغورن (بالإنجليزية: Fromberghorn)‏ هو أحد جبال سلسلة جبال الألب البرنية وجزء من القمة الأم درونينغالم يقع في سويسرا. يبلغ ارتفاع الجبل حوالي 2394 متر، بينما يبلغ ارتفاع نتوء الجبل 99 متر.